# Нора Брокстедт
Нора Брокстедт (норв. Nora Brockstedt; нар. 20 січня 1923 — пом. 5 листопада 2015) — норвезька співачка.

## Життєпис
В останні роки вона більше зосереджувалась на жанрі джазу, завдяки успішним альбомам, як As Time Goes By (JazzAvdelingen, 2004) та Christmas Songs (JazzAvdelingen, 2005). У 60-х роках вона співала джаз, але була більш відома своїми «традиційними» поп-піснями.
Вона померла після недовгої хвороби в лікарні Уллеваль в Осло 5 листопада 2015 р.

## Євробачення
29 березня 1960 року представляла Норвегію на Євробаченні. З піснею «Voi-voi» вона посіла 4 місце з 11 балами.
18 березня 1961 роки знову представляла Норвегію на Євробаченні. З піснею «Sommer i Palma» вона посіла 7 місце з 10 балами.